# Auripigment
Auripigment ili arsenov(III) sulfid, As2S3, služi kao pigment i za uništavanje gamadi. Auripigment je narančastožuti mineral arsenova sulfida. Nalazi se u vulkanskim fumarolima, niskotemperaturnim hidrotermalnim venama i vrućim izvorima, a nastaje i sublimacijom i kao nusprodukt raspadanja drugog minerala arsena, realgara. Auripigment je ime dobio po latinskom auripigmentum (aurum: zlato + pigmentum: pigment) zbog svoje duboko žute boje.

## Povijest
Auripigmentom se trgovalo još u Rimskom carstvu, a koristio se kao lijek u drevnoj Kini, iako je vrlo otrovan. Upotrijebljen je kao otrov za muhe i za premazivanje vršaka strijela otrovom. Zbog svoje upečatljive boje bio je zanimljiv alkemičarima, kako u Kini, tako i na Zapadu, tražeći način za izradu zlata. Također je pronađen u zidnim ukrasima Tutankamonove grobnice i i drevnim egipatskim svitcima, te na zidovima Taj Mahala.
Stoljećima je auripigment bio samljeven i korišten kao pigment u slikarstvu i za brtvljenje voska, a čak se koristio u drevnoj Kini kao korektivna tekućina. Bio je to jedan od rijetkih bistrih, svijetložutih pigmenata dostupan umjetnicima do 19. stoljeća. Međutim, njegova izuzetna otrovnost i nepodudaranje s drugim uobičajenim pigmentima, uključujući kemijske tvari na bazi olova i bakra, poput verdigrisa i azurita, značilo je da je njegova upotreba kao pigmenta prestala kad su kadmijeva žuta, kromova žuta i organske boje koje su uvedene tijekom 19. stoljeća.

### Auripigment u slikarstvu
Auripigment je poznat još u drevnim vremenima. Umjetni auripigment je proizvođen u Europi početkom 18. stoljeća. Svijetlo žutog je tona. Otrovan i nepostojan. Auripigment je zamijenjen je kadmijevim žutim pigmentima.

## Slike
|                                                                                          |                                                 | |                                                                                         |
| Auripigment i realgar na kvarcnoj matrici (rudnik Nishinomaki, prefektura Gunma, Japan). | Auripigment iz La Libertada (Quiruvilca, Peru). | Auripigment iz rudnika arsena El'bruskija (Kabardsko-Balkarska regija, regija Sjeverni Kavkaz, Rusija). | Kristal auripigment iz rudnika Twin Creeks (okrug Potosi, okrug Humboldt, Nevada, SAD). |

## Vanjske poveznice
|  | Zajednički poslužitelj ima još gradiva o temi Auripigment |